# Gullasch
Gullasch er oprindeligt en suppe fra Ungarn. Suppen er ofte regnet som Ungarns nationalret. Engang bestod den af finskåret oksekød i krydret sovs. I dag består den af kød, paprika, tomater, kartofler, løg, hvidløg og porrer.
Retten serveres i Danmark, både som suppe, men også med kartoffelmos, brød, nudler eller makaroni.